# قوم‌قودیق (آیتکه بی)
قوم‌قودیق (به قزاقی: Kumkuduk) یک منطقهٔ مسکونی در قزاقستان است که در شهرستان آیتکه بی واقع شده‌است.